# Krzysztof Feusette
Krzysztof Rafał Feusette (ur. 1971 w Opolu) – polski felietonista, publicysta, dziennikarz i autor tekstów piosenek. Pracował na stałe w „Rzeczpospolitej” i tygodniku „Sieci”.

## Życiorys

### Wczesne lata
Urodził się i dorastał w Opolu z bratem Tymonem i siostrą Małgorzatą. Jego ojciec, Jan Feusette, był polonistą, poetą i eseistą, dyrektorem Teatru im. Jana Kochanowskiego (1992–1996), dyrektorem Pedagogicznej Biblioteki Wojewódzkiej (1999–2011), redaktorem naczelnym kwartalnika miesięcznika „Opole” i wykładowcą Uniwersytetu Opolskiego. W latach 1985–1989 Krzysztof Feusette uczęszczał do Publicznego Liceum Ogólnokształcącego Nr II z Oddziałami Dwujęzycznymi im. Marii Konopnickiej w Opolu. W 1993 ukończył opolską Wyższą Szkołę Pedagogiczną na Wydziale Filologii Polskiej.

### Kariera
W 1989 zdobył I Nagrodę w Opolskim Turnieju Jednego Wiersza, a dwa lata potem (1991) otrzymał III Nagrodę w Konkursie im. Krzysztofa Kamila Baczyńskiego. W 1993 wystąpił w Teatrze Telewizji jako Hajduk, w inscenizacji niemieckiego dramatu romantycznego Heinricha von Kleista Książę Homburg w reżyserii Krzysztofa Langa, u boku Marka Bukowskiego, Gustawa Holoubka i Teresy Budzisz-Krzyżanowskiej. Pojawił się także na kinowym ekranie jako konduktor w pociągu, w dramacie Jana Hryniaka Przystań (1997) z Mają Ostaszewską i Rafałem Królikowskim. W 1997 został laureatem nagrody za najlepszą piosenkę premierową „Sobieinna” (muz. Hadrian Filip Tabęcki, sł. Krzysztof Feusette) w ramach Przeglądu Piosenki Aktorskiej we Wrocławiu. Był autorem piosenek grupy L.O.27 – „Mogę wszystko” i „Kiedy chcesz”, które zostały nagrane na album Mogę wszystko. Napisał też tekst piosenki „Spragnieni” w wykonaniu Waldemara Goszcza z płyty Waldek Goszcz (2001). Napisał tekst utworu dla zespołu Dżem „Szeryfie, co tu się dzieje?” (2004), który ukazał się na albumie Przystanek Woodstock (2009). Wspólnie z Maciejem Balcarem był współautorem tekstu piosenki zespołu Dżem „Nie patrz tak na mnie”, pochodzącej z płyty Muza (2010).
W 2010 dostał wyróżnienia w konkursie felietonistycznym o Nagrodę „Złotej Ryby”. W 2011 zdobył Nagrodę im. Macieja Rybińskiego („Złota Ryba”) dla najlepszego młodego felietonisty (do 40. roku życia).
W latach 1997–2012 na stałe pracował w „Rzeczpospolitej”, gdzie zrezygnował z pisania po przyjściu ekipy Grzegorza Hajdarowicza. Twórca portalu Sieci Opinii, autor „Uważam Rze” od pierwszych numerów do 2012. Po złożeniu wypowiedzenia w Presspublice zwolniony z niej dyscyplinarnie. Od grudnia 2012 współpracuje z tygodnikiem „Sieci”. Od kwietnia 2016 do grudnia 2023 współprowadził program W tyle wizji emitowany w TVP Info. W styczniu 2024 został jednym z gospodarzy programu publicystycznego Polityka na deser, nadawanego w telewizji wPolsce24 (do września 2024 jako wPolsce.pl).

## Filmografia
Scenarzysta
- 1999–2000 – Trędowata – scenariusz odcinków 1-13
- 1999–2001 – Graczykowie – pomysł i scenariusz odcinka 9